# Thrybius tukestanicus
Thrybius tukestanicus är en stekelart som först beskrevs av Szepligeti 1916.  Thrybius tukestanicus ingår i släktet Thrybius och familjen brokparasitsteklar. Inga underarter finns listade i Catalogue of Life.